# Diputado

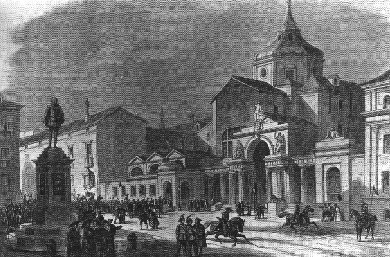
Grabado del edificio del Congreso de los Diputados de España en Madrid (1843).

Diputado o diputada es el nombre que en la mayoría de los países reciben los legisladores, nombrados tras ganar unas elecciones democráticas, como representantes en un Parlamento. Su labor consiste en discutir y aprobar las leyes que reglamentan la conducta de una sociedad dada. En los países bicamerales, habitualmente integran la cámara baja, mientras que la cámara alta está integrada por los senadores.

## Países hispanohablantes

### Argentina
Debido a que la Argentina está organizada como un país federal existen diputados nacionales (federales) y diputados provinciales. Esto permite una mayor autonomía y libertad de actuación en los asuntos internos de cada provincia.
La Constitución Argentina establece un Poder Legislativo bicameral (diputados y senadores). Los diputados nacionales suman un total de 257 bancas, y se eligen por sistema proporcional en 24 distritos correspondientes a las 23 provincias y la Ciudad Autónoma de Buenos Aires. Duran cuatro años en sus mandatos y se renuevan por mitades cada dos años.
Cada provincia organiza su gobierno mediante una constitución provincial. Algunas establecen poderes legislativos bicamerales y otras no.

### Bolivia
En Bolivia, el lugar donde sesionan los diputados se denomina Asamblea Legislativa Plurinacional de Bolivia. Cabe mencionar que la Cámara de Diputados de Bolivia está conformada por 130 diputados. En la cámara existen 68 diputados uninominales y 62 diputados plurinominales. La duración de su periodo es de 5 años y la edad mínima para ser elegido diputado es de 18 años de edad.

### Chile

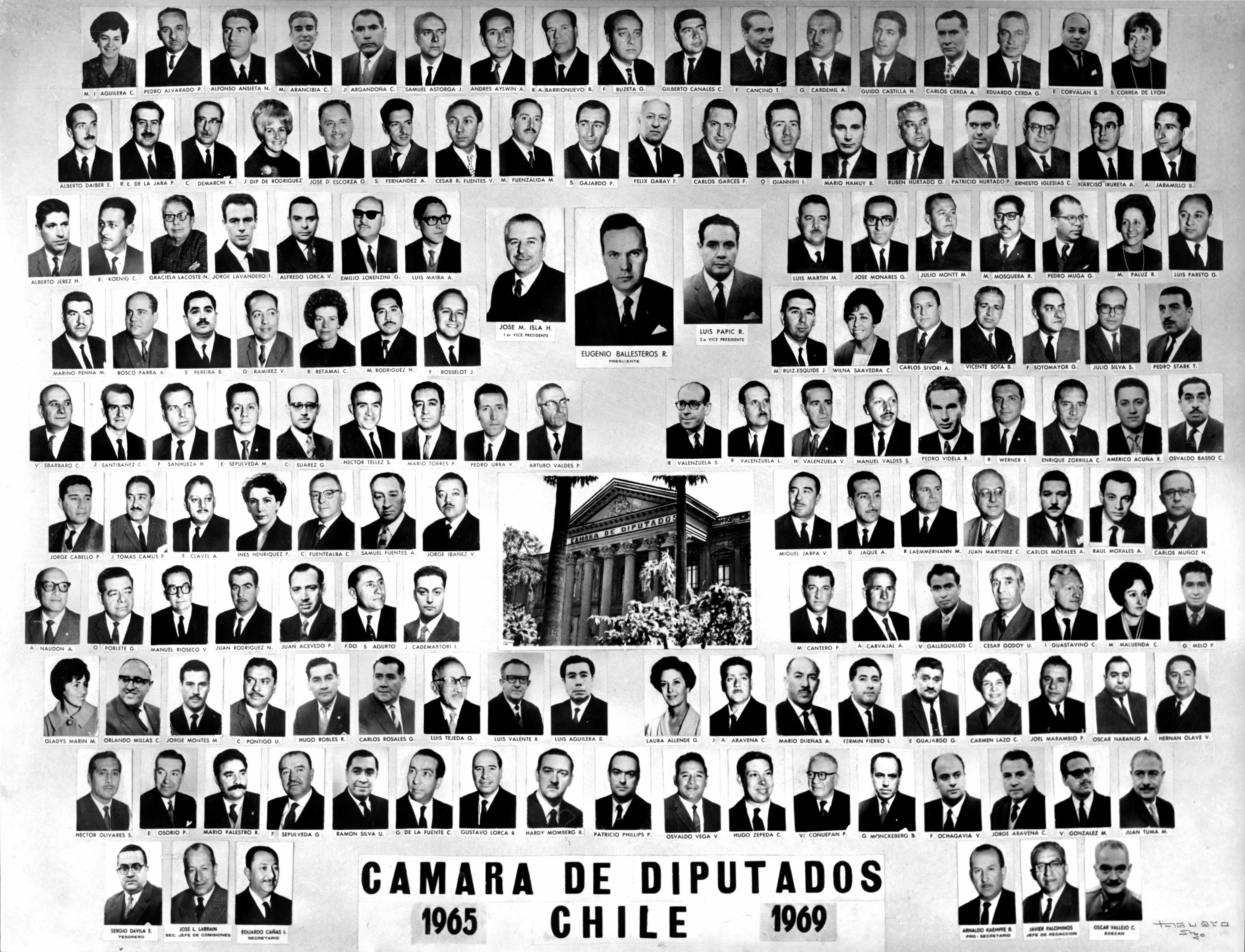
Composición de la XLV legislatura de la Cámara de Diputados de Chile (1965-1969).

La Cámara de Diputadas y Diputados de Chile es la cámara baja del Poder Legislativo de Chile, tiene 155 miembros. Su composición y atribuciones están establecidas en el capítulo V de la Constitución Política de Chile, entre sus funciones más importantes se encuentra participar en la elaboración de las leyes junto al Senado y el presidente de la República. Tiene como función exclusiva fiscalizar los actos del gobierno e iniciar las acusaciones políticas contra los ministros de Estado o el presidente de la República. La ley de presupuestos y toda legislación que implique gastos o imposiciones se discute y aprueba primero en la Cámara de Diputados para pasar al Senado. Tras la reforma constitucional de 2015 se estableció 28 distritos electorales y el cambio a un sistema electoral proporcional e inclusivo, el cual se aplica a partir de la nueva composición del LV periodo legislativo del Congreso Nacional de Chile electo de las elecciones parlamentarias de 2017.

### Colombia
En Colombia los diputados son elegidos para formar la Asamblea Departamental, corporación pública que legisla en el departamento por medio de las normas llamadas ordenanzas, y hace el control político del gobernador. Su período es de cuatro años, igual al de los gobernadores, alcaldes y concejales municipales. Se eligen todos esos funcionarios en las elecciones regionales que tienen lugar en años impares que siguen al de las elecciones nacionales, luego de dos aumentos de la duración de su período, que inicialmente fue de dos años y luego de tres.

### Costa Rica
En Costa Rica, la Asamblea Legislativa está integrada por 57 Diputados, electos por voto popular cada cuatro años, junto con las elecciones para Presidente de la República. Son reelegibles, pero no de manera consecutiva. El parlamento se instala el 1 de mayo y cada año, en esa misma fecha, se renueva el Directorio.

### España

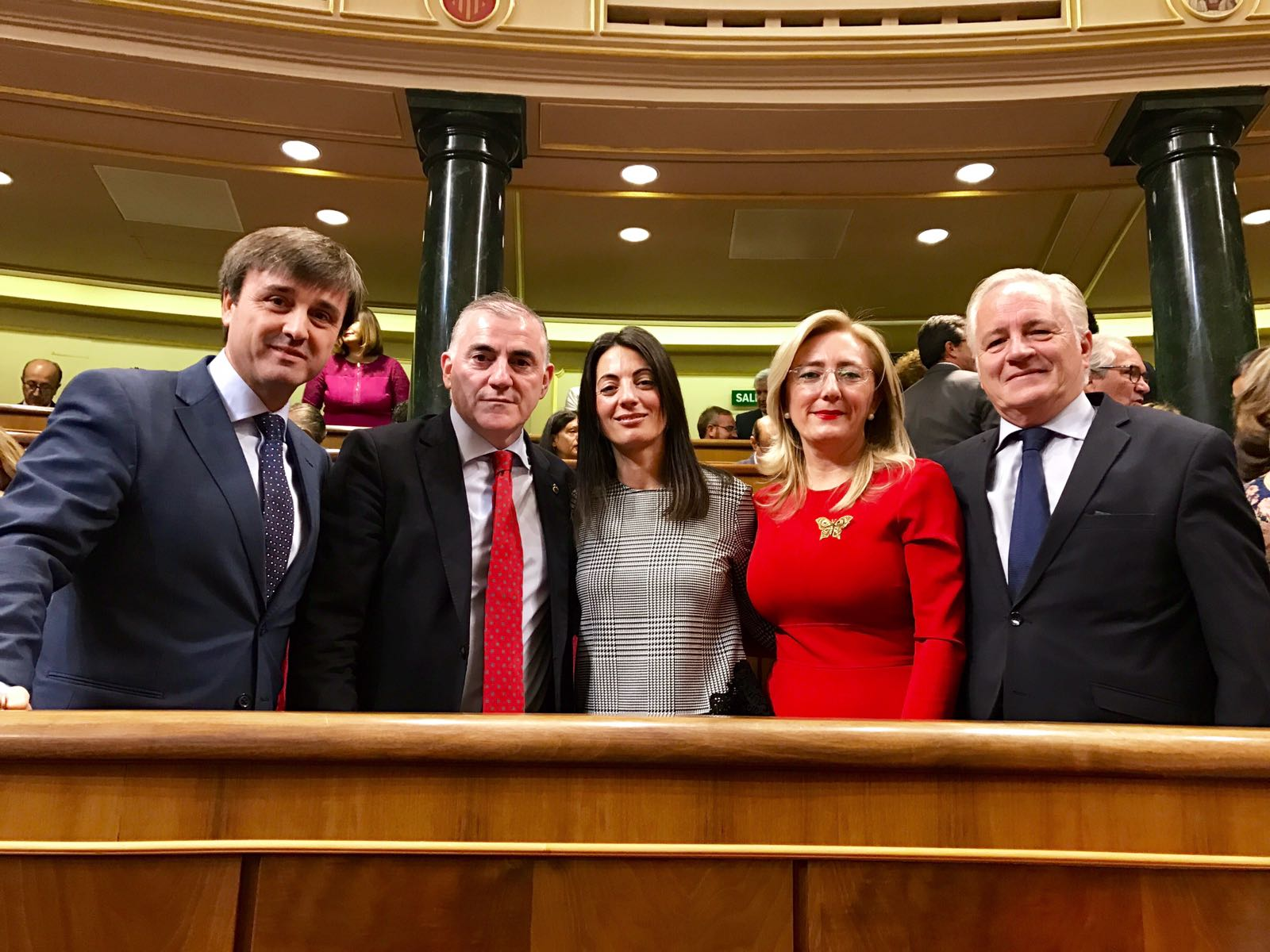
Diputados españoles en el Congreso de los Diputados de España

Según la Constitución de 1978 el pueblo español está representado por el Congreso de los Diputados y el Senado. Las dos cámaras forman las Cortes Generales. Las Cortes Generales ejercen el poder legislativo del Estado, aprueban los presupuestos, controlan al poder ejecutivo y ejercen el resto de competencias que les atribuye la Constitución. Antes de 1977 al diputado se le denominaba procurador en Cortes, y al senador, consejero.
Nadie puede ser al mismo tiempo diputado y senador. El cargo de diputado es incompatible con el correspondiente en una asamblea de una comunidad autónoma. El mandato de los miembros de las cortes no es imperativo.
El número de diputados puede ir de 300 a 400 y deben ser elegidos por sufragio universal, libre, igual directo y secreto. La circunscripción electoral para la elección de diputados y senadores es la provincia. Ceuta y Melilla están representadas por un diputado cada una.
La elección se hace en cada circunscripción según criterios de representación proporcional, en concreto, en España se aplica el sistema D'Hondt para distribuir los escaños entre listas electorales cerradas. El mandato de los diputados dura, como mucho, cuatro años (suponiendo que no se disuelva la cámara con anterioridad). Para la elección y el desempeño del cargo pueden ser elegidos todos los españoles en el uso de sus derechos políticos. La ley reconoce el derecho de sufragio de los españoles que se encuentren fuera de España.
No son elegibles para el cargo de diputado: los componentes del Tribunal Constitucional, los altos cargos de la Administración del Estado (excepto los miembros del Gobierno) que determine la ley, el defensor del Pueblo, los magistrados, jueces y fiscales, los militares profesionales, los miembros de las fuerzas y cuerpos de seguridad y los miembros de las Juntas Electorales. La validez de las actas de diputado y sus credenciales están sometidas al control judicial en los términos que marca la ley electoral.
Los diputados disfrutan de inviolabilidad por las opiniones que manifiesten en el ejercicio de su cargo. No pueden ser juzgados, ni condenados por las manifestaciones expresadas y por los votos emitidos en el ejercicio de sus funciones, y esta protección es vitalicia. Con esta medida se quiere proteger la libertad de opinión en los debates y la libre formación de la voluntad de las cámaras, sin más límite que la disciplina interna.
También disponen de inmunidad para ser detenidos, a no ser en caso de flagrante delito. Para que sean procesados se necesita la autorización previa de la cámara. Las causas contra diputados son competencia del Tribunal Supremo. El juez instructor del procedimiento penal solicitará el suplicatorio a la cámara, y esta debe de votar si se permite, si es apoyado por la mayoría absoluta la solicitud se inicia el procedimiento de inculpación. El fin de este procedimiento es el de evitar los procesamientos que tenga como móvil la persecución política.
La inmunidad se disfruta durante el periodo de duración del mandato, tanto sobre actos ejecutados por el parlamentario en sus funciones como de cualquier otro tipo.
Disponen de una indemnización, un sueldo que viene fijado por la propia cámara. Para que todas las personas tengan acceso a la política, se debe asegurar una retribución suficiente y digna, que garantice el ejercicio del cargo adecuadamente, así se evita que los parlamentarios estén mediatizados económicamente.
Tienen todos los derechos reconocidos en la Constitución, Reglamento del Congreso y del Senado y destacan:
- Libertad de expresión.
- Libertad de voto personal e indelegable.
- Derecho a preguntar e interpelar al Gobierno.
- Derecho a solicitar sesiones extraordinarias.
- Derecho de enmienda.
- Derecho a solicitar la reforma de una ley o constitución.
- Derechos a interponer.

Los diputados forman parte de las comisiones de investigación designadas por la cámara. El Congreso nombra una Diputación Permanente con un mínimo de 21 diputados.
El voto de los diputados no se puede delegar.

### Guatemala
En Guatemala, la Constitución Política de la República establece que el Congreso de la República está formado por diputados electos por el sistema de distritos y de lista nacional, en un 25 % este último. Los diputados pueden ser reelegidos indefinidamente para un período de cuatro años. Actualmente el Congreso de la República está formado por 158 diputados.

### México
Quinientas personas conforman la Cámara de Diputados del Congreso de la Unión. De ellos, trescientos son por elección directa o popular y 200, denominados plurinominales, se proponen conforme a ciertas reglas electorales determinados por los partidos políticos que participan en los comicios. Estas personas, que representan directamente al pueblo de cada uno de los diferentes distritos electorales en que se divide el país, tienen la facultad de iniciar leyes y en su cuerpo colegiado las votan para aprobarlas. Teniendo México un poder legislativo bicameral, la otra cámara constitutiva del Congreso de la Unión es la Cámara de Senadores en cuya composición se encuentran representantes de las entidades federativas (32) en que está organizado territorialmente México.[cita requerida]

### Uruguay
En Uruguay la Cámara de Representantes, que corresponde a los Diputados, se compone de noventa y nueve miembros. De acuerdo a lo establecido en el artículo 88 de la Constitución de la República:
"La Cámara de Representantes se compondrá de noventa y nueve miembros elegidos directamente por el pueblo, con arreglo a un sistema de representación proporcional en el que se tomen en cuenta los votos emitidos a favor de cada lema en todo el país.
No podrá efectuarse acumulación por sublemas, ni por identidad de listas de candidatos.
Corresponderán a cada Departamento, dos Representantes, por lo menos.
El número de Representantes podrá ser modificado por la Ley la que requerirá para su sanción, dos tercios de votos del total de los componentes de cada Cámara”.

### Venezuela
Debido a que Venezuela está organizada como un país federal existen diputados nacionales (Asamblea nacional) y diputados estatales Consejos legislativos, esto permite una mayor independencia y libertad de actuación en los asuntos internos de cada Estado:
La Constitución de Venezuela de 1999 establece un Poder Legislativo unicameral llamado Asamblea Nacional, Los diputados nacionales se eligen en cada Entidad Federal (Estados y Distrito Capital) por votación directa, secreta y universal con representación proporcional, según la base poblacional del 1,1 % del total nacional. Cada Entidad Federal elige además 3 diputados. Duran cinco años en sus mandatos pudiendo ser relectos.
“Los Diputados tienen como función primordial la de asumir la vocería calificada de las propuestas y mandatos que emanan del ejercicio de la soberanía que reside de manera intransferible en el pueblo; en este sentido, no son representantes del mismo; no son autoridad, ya que la autoridad reside en la ley, en consecuencia son agentes de la autoridad.” el próximo mandato lo ejercen entre a 5 a 31 días de la elección.

## Otros países

### Reino Unido
En el Reino Unido, Miembro del Parlamento (MP) es el título que se da a las personas elegidas para servir en la Cámara de los Comunes del Parlamento del Reino Unido. Los 650 miembros del Parlamento son elegidos mediante el sistema de escrutinio mayoritario uninominal en circunscripciones de todo el Reino Unido en Inglaterra, Gales, Escocia e Irlanda del Norte, donde cada circunscripción tiene su propio representante.

### Unión Europea
Los diputados de la Unión Europea se conocen como eurodiputados. En la primera legislatura del Parlamento Europeo, los diputados de la Unión Europea del 1 de mayo de 2004 con 25 países miembros, el número de eurodiputados se ha elevado temporalmente a 788. Actualmente son 705 Diputados.